# Camille Jedrzejewski
Camille Jedrzejewski (Compiègne, 25 de abril de 2002) es una deportista francesa que compite en tiro, en la modalidad de pistola.
Participó en los Juegos Olímpicos de París 2024, obteniendo una medalla de plata en la prueba de pistola 25 m.
En los Juegos Europeos de Cracovia 2023 consiguió una medalla de plata en la prueba de pistola 10 m. Ganó tres medallas en el Campeonato Europeo de Tiro, en los años 2023 y 2024.

## Palmarés internacional
| Juegos Olímpicos   | Juegos Olímpicos    | Juegos Olímpicos  | Juegos Olímpicos   |
| Año                | Lugar               | Medalla           | Prueba             |
| ------------------ | ------------------- | ----------------- | ------------------ |
| 2024               | París (Francia)     | Medalla de plata  | Pistola 25 m       |
| Juegos Europeos    |                     |                   |                    |
| Año                | Lugar               | Medalla           | Prueba             |
| 2023               | Breslavia (Polonia) | Medalla de plata  | Pistola 10 m       |
| Campeonato Europeo |                     |                   |                    |
| Año                | Lugar               | Medalla           | Prueba             |
| 2023               | Tallin (Estonia)    | Medalla de plata  | Pistola 10 m       |
| 2023               | Tallin (Estonia)    | Medalla de bronce | Pistola 10 m mixto |
| 2024               | Osijek (Croacia)    | Medalla de oro    | Pistola 25 m       |